# 玛莎·华顿娜柏妮
玛莎·华顿娜柏妮（羅馬化：Marsha Vadhanapanich，1970年6月23日—），全名为玛莲安·乌苏拉·玛莎·华顿娜柏妮（英語：Marion Ursula Marsha Vadhanapanich），绰号皮姆（英語：Pim），是泰国女演员、歌手兼模特，拥有德国与泰国华人的血统。